# Jimmy Page
James Patrick York Page (Heston, Middlesex, Anglia, 1944. január 9. –) ismertebb nevén Jimmy Page kétszeres Grammy-díjas angol gitáros, zeneszerző és producer, a Brit Birodalmi Érdemrend (OBE) birtokosa.
Pályafutását segédzenészként kezdte Londonban, ezután a The Yardbirdsben volt tag. 1968-ban alapította meg a Led Zeppelint.
2003-ban a Rolling Stone magazin Minden idők 100 legjobb gitárosának listáján a 9. helyet foglalta el. 2011-ben a Rolling Stone módosította a listát, ezen már a 3. helyre rangsorolták. A Gibson Minden idők 50 legjobb gitárosa listáján a 2. helyet érte el. 2007-ben a Classic Rock magazin a 4. helyre rangsorolta a 100 legvadabb gitárhős listáján. Kétszer iktatták be a Rock and Roll Hall of Fame-be, először a Yardbirds, majd másodszor a Led Zeppelin tagjaként. Róla nevezték el a 44016 Jimmypage nevű kisbolygót.

## Korai évei
James Patrick York Page 1944. január 9-én született a middlessexi Hestonban. Édesapja egy northamptoni ipari üzem személyzetise, édesanyja orvosasszisztens volt. A házaspár egyetlen gyermeke első tíz éve jelentős részét meglehetős elszigeteltségben töltötte nagybátyja vidéki farmján Northamptonshire-ben. A családi emlékezet szerint leginkább postabélyeget gyűjtött vagy körbefutotta a házukat. Nyolcéves volt, iskolába kezdett járni, amikor a család elköltözött Epsomba (Surrey). Beleszeretett az antik művészetekbe, a régiségekbe, amikor szülei – társadalmi kapcsolataikat ápolva – körbecipelték a megyében, s így megismerkedett a tehetős angol középosztály életével, környezetével. Tizenhárom éves volt, amikor életét meghatározó élmények érték.
Szüleitől kapott egy spanyolgitárt, amelyen elkezdett pengetni, és már 1957-ben, 13 évesen szerepelt tévéadásban. Jimmy a rock and roll bűvkörébe került. Egy Elvis Presley-dal, a „Baby Let's Play House” korai kedvence volt az első elektromos gitárján, egy használt 1959-es Futurama Graziosón. Időközben a család Londonba költözött. Page a barátaival a Kingston Art College-ba járt gitározást tanulni. Vett vagy fél tucat leckét, de ott nem volt egyetlen igazi gitártanár sem akkoriban. Hat lecke után a diák jobb volt, mint az instruktora (Mrs. Page)."
Szédítő tempójú fejlődésének, tehetségének hamar híre szaladt Londonban. Olyannyira, hogy alig egy év elteltével a gyermekkorúak közül egyedül őt hívták meg a BBC "Talent Quest" elnevezésű tehetségkutató műsorába, énekesek és zongoristák közé, ahol balladákat adott elő gitárján. Otthon sok figyelmet, gondos nevelést kapott. A szülei támogatták zenei ambícióit, növekvő érdeklődését a populáris zene és a rock and roll iránt.
1962-ben Page a középiskolás évek vége felé járt, s miután serdülőkorától érdekelték a biológiai kutatások, úgy tervezte, hogy egy laboratóriumban fog elhelyezkedni.
Ehelyett Neil Christian felajánlott számára egy helyet zenekarában, a Crusadersben, amit ő elfogadott. Néhány hónapig ez csak kötelező gyakorlásokat jelentett a számára. De aztán a Neil Christan's Crusadersben Anglia egyik legismertebb gitárosává vált.
Néhány hónapos Crusaders-turnézás után súlyosan megbetegedett. Az állandó utazások közben rendszertelenül és keveset evett, alig aludt, így krónikus mirigygyulladása alakult ki. Először ekkor vált kérdésessé, hogy folytathatja-e egyáltalán a megerőltető zenészéletet. A baj olyan komoly volt, hogy Page az egészségére gondolva jobbnak látta, ha leáll egy időre. Visszamondta Alexis Korner ajánlatát a munkára a Blues Incorporatedben, és otthagyta a Crusaderst is (utódja egy bizonyos Ritchie Blackmore lett). Page-nek szerencsére sikerült felépülnie, és miután szabadidejében addig is sokat festett, rajzolt és érdekelte a művészettörténet, beiratkozott a Surrey Művészeti Főiskolába. Néhány iskolatársával jó kapcsolatba került. Pl. a basszusgitározó Peter Moodyval és a gitáros Anthony "Top" Tophammel, aki még abban az évben (1963) a Yardbirds első gitárosa lett. A főiskolán nem nagyon szerették azt a zenét, amit Page, ám a Rolling Stones felbukkanása változtatott ezen. Page-et egyre többen hívták játszani, jó nevet szerzett magának azzal is, hogy teljesen egyedül bluesgitározott a Crawdaddy-klubban. Játszott Jet Harris és Tony Meehan korábbi Shadows-tagok kislemezén, a „Diamonds”-on, amely Angliában hat héten át vezette a listát, és további hét héten keresztül fenn is tudott maradni. S hogy milyen felkavaró élmény volt a siker Page számára, annak ékes bizonyítéka Amerikában élő barátjához, Ron Kellermannhoz írt levelének néhány sora: „Nagyon szerencsés vagyok, hogy megint játszhattam! (…) Te biztosan el tudod képzelni, hogy mennyire ki voltam ütve, amikor a felvétel no.1. lett!” Page-et a siker után egyre többször hívták vendégül felvételekre. Így aztán 18 hónapnyi főiskola után sessionzenész lett Londonban.
Az elkövetkező három évben a legtöbbet foglalkoztatott, elismert és keresett gitáros lett Angliában, minden stúdiót jól ismert belülről. Szinte állandó session-zenekart alkottak Big Jim Sullivannel, John Paul Jonesszal és Bobby Graham dobossal. Többek között játszott Donovan, Tom Jones, Lulu, a Who, a Kinks, Eric Clapton, a Them, Burt Bacharach, P. J. Proby, a Herman’s Hermits, Brenda Lee, a Rolling Stones, Joe Cocker, John Mayall és Chris Farlow különböző felvételein. Ekkoriban mondta Page-nek Ronnie Wood, a Rolling Stones későbbi gitárosa: „Ideje volna megduplázni magad! Nem ismerek nálad gyorsabb kezű gitárost, de agyonhajszoltabbat sem. Lassítanod kellene!” Page rövid időre megfordult különböző zenekarokban, pl. a Ciryl Davies All Starsban, a Carter Lewis and the Southernesben és a Mickey Finnben.

## A Yardbirdsben

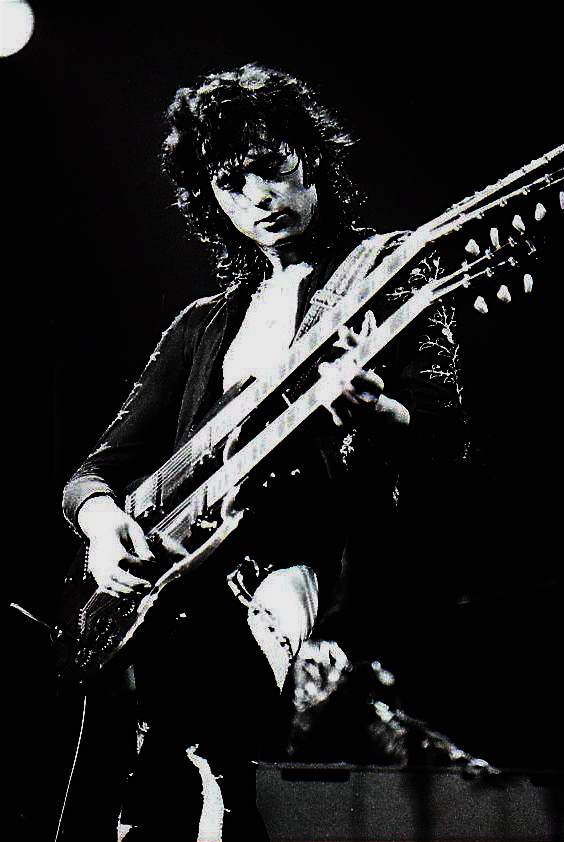
Jimmy Page a Madison Square Garden színpadán (1973)

A Yardbirds 1966-os oxfordi koncertje olyan gyengén sikerült, hogy Paul Samwell-Smith otthagyta a zenekart. Page felajánlotta, hogy beszáll basszusgitárolzni, amíg egy állandó tagot nem találnak. Mindenki kérte, hogy maradjon, és két hónapig basszusozott, míg Chris Dreja támogatta gitárjával Jeff Becket. Végül Dreja vette át a basszust, Page pedig szólógitárra váltott. Így alakult ki a Yardbirds kétgitáros felállása. Page először akkor vette át a vezetést, amikor 1966 augusztusában egy amerikai turné során Beck nem tudott játszani a San Franciscó-i Carousel Ballroomban tartott bulin. Simon Napier-Bell így nyilatkozott a kétgitáros Yardbirdsről:
Fantasztikus volt. Az volt minden bizonnyal a legjobb rockhangzás, amit akkor hallottam.
Azonban a zenekaron belül egyre nőtt a feszültség. Page és Beck egójának versengése konfliktusba torkollott. A Yardbirds bekerült az első ligába, együtt játszottak a Rolling Stonesszal, Ike és Tina Turnerrel egy angliai turnén. Jeff Beck nem bírta a tempót és kiborult. Page így emlékezett vissza: „Bementem, és láttam, hogy Beck a feje fölött tartja a gitárját, és éppen készül Keith Relf fejéhez vágni, végül azonban a földhöz csapta, és így szólt: Miért akartátok, hogy ezt tegyem?” Később Beck ismét kiszállt turné közben, de két nappal később Page megtalálta Becket a Los Angeles-i Whisky a Go Go klubban. Beck bocsánatot kért, de ahelyett, hogy visszavették volna, kirúgták. A kétgitáros Yardbirds szerepelt a Nagyítás című filmben, amelyben Beck nekivágta gitárját az erősítőnek. Az utolsó Yardbirds-lemez Little Games címmel jelent meg, csalódást okozva a rajongóknak. A felvételek közben Page ismét találkozott John Paul Jonesszal (korábban a Happenings Ten Years Time Ago kislemezen dolgoztak együtt, de a Donovannal való közös munkán is kereszteződtek útjaik). Jimmy Page ez idő tájt egy Jeff Becktől kapott Fender Telecastert használt. Page a Yardbirds repertoárba beiktatta a White Summer című szólódarabját, valamint az I'm Confused alatt hegedűvonóval játszott és wah-wah pedált használt. Kiállásával és játékával megteremtette a brit rockgitáros prototípusát. A koncerteken mindig teljes hangerőn játszott. Thomas Wischler, az Artist's Music alkalmazottja így emlékszik vissza Jimmy Page-re:
Mi biztosítottuk a felszerelést a Yardbirdsnek. A fiúk hírhedtek voltak arról, hogy teljes hangerővel játszanak. Vic a tulajdonos, egyben a főnököm figyelmeztetett, ne hagyjam, hogy ezek a fickók a 7-es fokozatnál jobban feltekerjék a cuccot. Azt mondtam, oké, főnök, és előkészítettem az erősítőket, mire Jimmy Page odajött hozzám, és azt mondta: Helló, haver. Megfordultam és láttam, hogy a főnököm figyel. Felmutattam neki a hüvelykujjamat, minden oké, miközben Page, jobb kezének kisujjával az összes potmétert 10-re tekerte, mosolygott és kacsintott. Képtelen voltam neki azt mondani, hogy halkítsa le az erősítőt. Visszafordultam Vichez, integettem, aztán imádkoztam, hogy az erősítő nehogy felrobbanjon… Szerencsém volt. Ilyen volt Jimmy.
1968-ban a Yardbirds feloszlott, Jimmy Page pedig megalapította a New Yardbirdsöt, melyből a Led Zeppelin lett.

## A Led Zeppelin-ben
Page produceri tapasztalatait a Led Zeppelinben is kamatoztatta. Feltalálta a hátulról jövő visszhang újítását. Megfordította a szalagot, felvette a visszhangot, és aztán visszajátszotta ismét normál irányban, így a visszhang megelőzte az eredeti jelet. E technika eredménye hallható a You Shook Me végén.

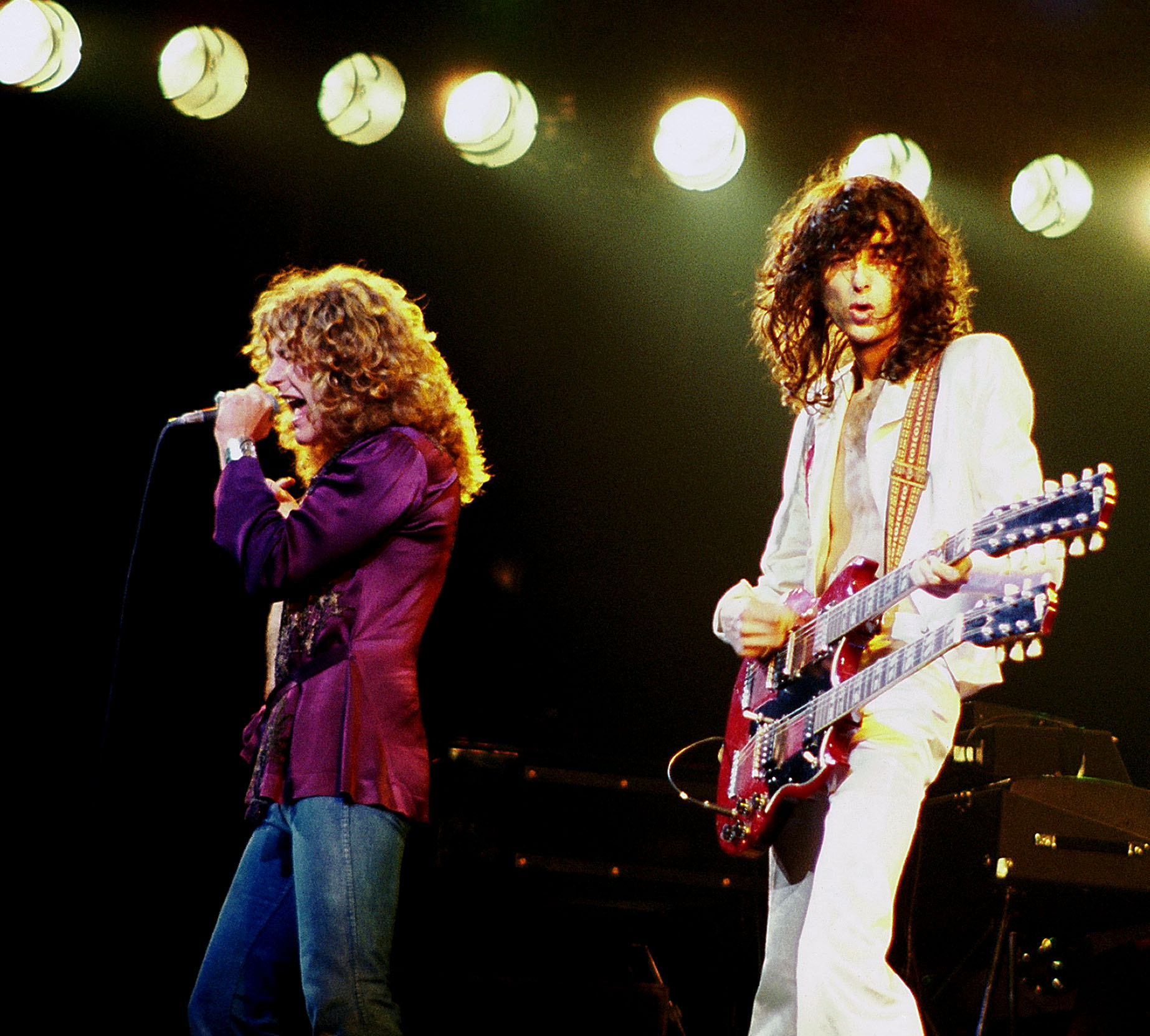
Robert Plant és Jimmy Page 1977-ben a Led Zeppelin koncertjén Chicagóban

Page a Zeppelin első amerikai turnéján, rosszul lett a hongkongi influenzától. De úgy gondolta, hogy a show-nak folytatódnia kell, és csaknem 40 fokos lázzal játszott. Pamela Des Barres így nyilatkozott Jimmy Page-ről: „Page rózsaszín bársonyruhát viselt, ében fürtjei izzadtan csüngtek, és beborították az arcát, amint olyan gitárfutamokat nyomott le, amik újraértelmezték a rock and rollt.” Amikor arról faggatták, hogy mitől van a zenekarnak ilyen különleges hangja, azt felelte, hogy a Telecasterének pick-up váltó kapcsolóját egy köztes pozícióba állítja, és ezzel egy kevert hangszínt tud megszólaltatni. A Fender később beillesztette ezt az átalakítást a Telecaster későbbi változataiba. Page felszerelése ekkortájt minimális volt: a pszichedelikusan festett Telecaster, egy Harmony akusztikus gitár, egy készlet Rickenbacker, egy Danelectro valamint néhány erősítő, főleg Voxok és Fenderek. 1969-ben váltott át, egy ötvenes évek végéről származó Gibson Les Paulra mely később a védjegye lett. Ez idő tájt kezdett 100 wattos Marshall erősítőket használni, főleg John Bonham hangos dobolása miatt.
Ugyancsak ez időben kezdtek pletykák terjengeni arról, hogy Page a sátánnal cimborál. Page szívesen gyüjtötte Aleister Crowley műalkotásait, és felkutatta Crowley feltételezett elátkozott udvarházát is, a skóciai Loch Ness-tó partján. Pamela Des Barres így nyilatkozott: Azt hiszem Jimmy nagyon belemászott a fekete mágiába, és valószínűleg számos rituálét is végzett, gyertyákkal, denevér vérével, mindennel. A sajtó ezeket a pletykákat egyre inkább felkapta, de csak Page és a Zeppelin hírnevét növelték. 26. születésnapját a Royal Albert Hall-beli Led Zeppelin koncerten ünnepelte meg. A színfalak mögött itt ismerkedett meg új barátnőjével, Charlotte Martin francia modellel, akit végül feleségül vett, és egy Scarlet nevű kislányuk is született. Miközben a zenekar úton volt Kanadába, Page Gibson Black Beauty Les Paulja eltűnt a repülőtéri teherszállítóról. Ritkán vitte magával turnéra, de a dolgok olyan jól mentek, hogy úgy döntött, a jövőben használni fogja.
Page ekkortájt vette meg a Boleskine majort, Aleister Crowley házát, a Loch Ness-tó partján. A házzal kapcsolatban legendák keringtek egy lefejezett emberről, aki a házban kísért. Page így nyilatkozott a Rolling Stone-nak: Nem imádom az ördögöt, de érdekel a mágia. Page sátánista festményeket készíttetett, a hely félelmetes és szörnyű lett, bár Page valószínűleg nem gondolta annak. Crowley mondása, a Tedd, ami akaratod a Led Zeppelin hármas borítójának lefutó sávjában szerepelt, a másodikon pedig a folytatás állt: Úgy legyen. Page titokban rá tudta tetetni valakivel a stúdióban. 1970-ben visszatért Bron-Yr-Aurba.
A Led Zeppelin IV. borítóján Page szimbóluma állítólag baljós, titkos jelentéssel bírt. Page csak annyit mondott róla, hogy „a megidézésről vagy a megidézettségről” szól. Mások szívesebben értelmezték úgy, hogy a kezdő Z Zeuszt jelenti, aki a germán kultúrában Thorral egyenértékű. A germán népek úgy képzelték, hogy a villámlást Thor kalapácsa okozza. Ezt szimbolizálták Page mennydörgő riffjeivel.
Ekkortájt Page beruházott egy rendelésre készült Gibson kétnyakú gitárba, hogy előadhassa a Stairway to Heavent. A cseresznyepiros Gibson ES 1275 többfunkciós típus volt: a 12 húros nyak méltóságteljes harang-hangokat adott a kísérethez, a hathúros tömör, szikár hangzása pedig inkább a szólóknál érvényesült. Mindkét nyaknak volt külön hangszín- és hangerőszabályzója, de csak egy pick-up kapcsolója. A nyakválasztó kapcsoló lehetővé tette, hogy a két nyakon együtt és külön is lehessen játszani. Page olykor bekapcsolva hagyta a 12 húros nyakat, amíg az lecsengett, s így az aláfestette a 6 húros nyakon játszott szólóját.
1972-ben ismerkedett meg Lori Maddox-szal, a 14 éves modellel. 1973-ban kaliforniai turné során Page-nek megsérült a keze és a csuklója. Fájdalmát Kodein-tablettákkal és Jack Daniel's whiskyvel enyhítette. 1975-ben becsípte bal kezének egyik ujját egy vonatajtóba Angliában, eltörte egy ujjpercét, és ezért kénytelen volt három ujjal játszani. A Dazed and Confusedot ezért ki kellett venni a programból az első koncerten. 1976-ban Kenneth Angernek zenét írt annak Lucifer ébredése című filmjéhez. 1977-re drogproblémái súlyosbodtak, a turnén bezárkózott a szállodai szobákba, és rádiót hallgatott. A koncerteken is gyenge formát mutatott. Olyan hírek röppentek fel, hogy a zenekar magával vitt egy helyi rock and roll-doktort, hogy gondját viselje a gitárhősnek. A 70-es évek végére gitárhősi státuszát egyre inkább átvették az olyan újabb muzsikusok, mint például Eddie Van Halen, Michael Schenker stb. Az 1979-es knebworthi fesztiválon újra csúcsformát mutatott a Led Zeppelin, ami az 1980-as európai bulikra is megmaradt, de a lendületet megszakította John Bonham halála.

## A Led Zeppelin után

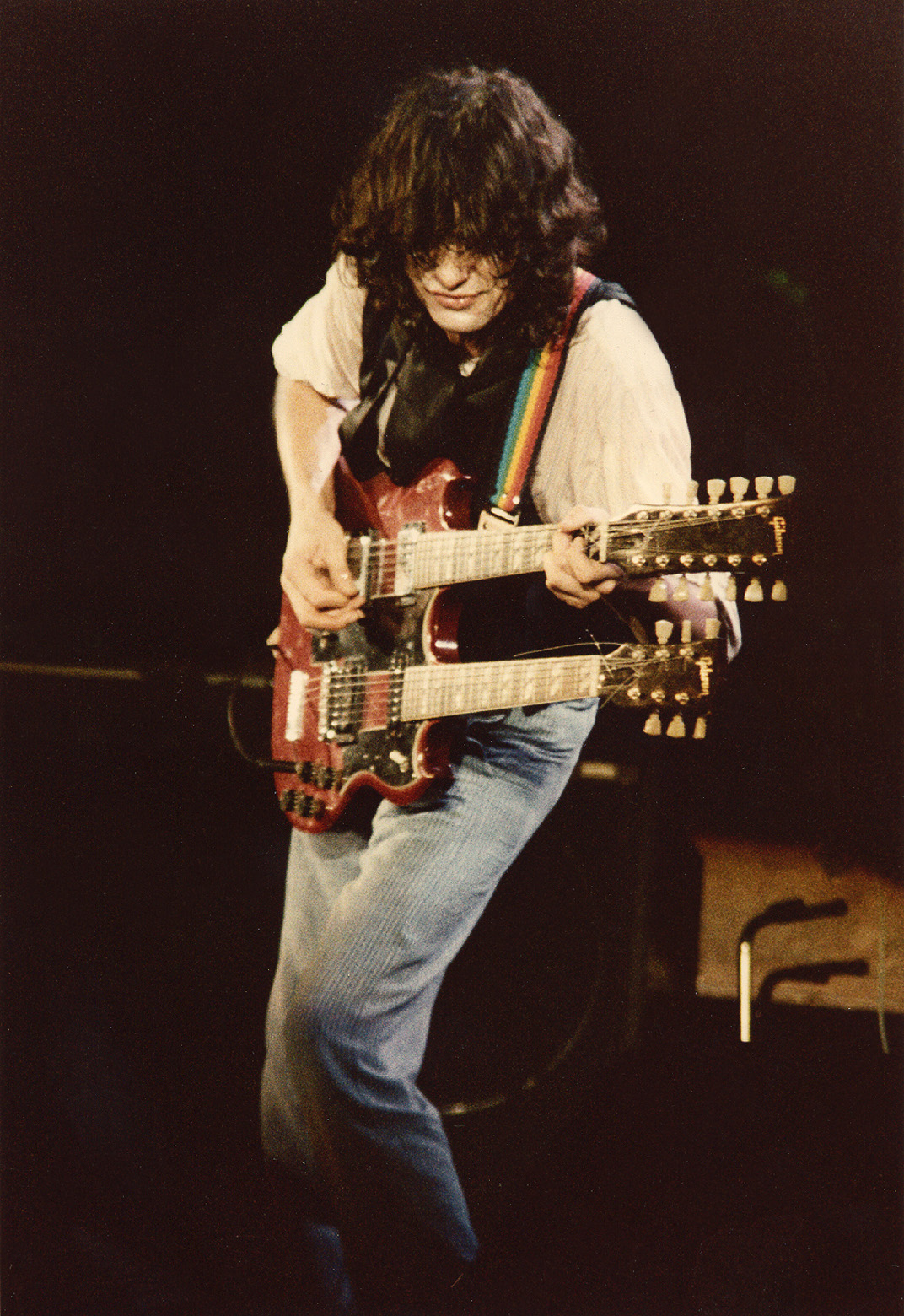
Jimmy Page 1983-ban San Franciscóban

A Zepp után 1982-ben megírta a Bosszúvágy 2. című film zenéjét, majd 1984-ben létrehozta a Honeydrippers projectet. Szerepelt a Whatever Happened to Jugula? lemezen, de számos vendégeskedés mellett létrehozta a The Firmet is. A többiek: Paul Rodgers- ének (ex-Free és Bad Company), Tony Franklin- basszer (ex-Blue Murder, ex-Whitesnake stb.) és Chris Slade- dob (ex-Uriah Heep, AC/DC, Asia stb.). Ezután még számos lemezen is szerepelt, nagy feltűnést azonban a David Coverdale-lel közös lemeze okozta 1993-ban. A 90-es években többször is összeállt Robert Planttel (No Quarter: Jimmy Page and Robert Plant Unledded, Walking into Clarksdale). Egy koncertlemezt is készített 2000-ben a Black Crowes tagjaival, 2006-ban pedig a Last Man Standing albumon is szerepelt (Jerry Lee Lewis). A 2007-es Led Zeppelin koncertet is ő szorgalmazta, de ő egy egész turnét is elvállalna.

## Stílusa
A Led Zeppelinnel készült felvételei a legtöbb rockgitárosra hatással voltak, a 70-es évektől napjainkig. Riffjeivel megadta a kezdő lökést a heavy metalnak. A színpadon rátermett előadóként viselkedett, néha bizarr zajokat csalva elő hangszeréből, egy hegedűvonó segítségével, közben Echoplex pedáljával vadítva meg a hangot. Az ötletet David McCallum, a The Man From Uncle televíziós sorozat főhősének apja adta. Azt kérte Page-től, hogy vonóval szólaltassa meg az elektromos gitárt. Page-et felizgatta az ötlet, és kísérletezni kezdett. Kitalálta, hogy egy jó adag gyantát tesz a vonóra, hogy ragadjon a húrokhoz és azok jól rezegjenek. A Led Zeppelinben határozott dallamérzékével, könnyed stílusával, és súlyos riffjeivel a korszak legnagyobb gitárhőse lett. Lélegzetelállítóan finom részeket is nagyszerűen pengetett.
Játékstílusa erősen blues alapú, de számos más stíluselem is keveredik benne, amelyeket talán világzeneinek hívhatunk (észak-afrikai, közép-keleti, jamaicai). Minden dallamában jelen van a feeling és átütő erő. Technikai hiányosságai ellenére Page játszotta a valaha rögzített leghíresebb gitárszólókat, amire jó példa, hogy amikor a 100 legjobb gitárszólót rangsorolták, a Stairway to Heaven lett az első. Maga a dal annyira népszerű, hogy még ma is sok gitárboltban ki van írva: Itt nem játsszuk a Stairway to Heavent.

## Felszerelés
Elektromos gitárok:
- 1959 Gibson Les Paul Standard (No. 1)
- 1959 Fender Telecaster
- 1978 Gibson Les Paul Standard
- 1959 Danelectro
- 1960 Black Gibson Les Paul Custom (Bigsby tremolóval)
- Rickenbacker 12 Húros
- 1971 Gibson EDS-1275 duplanyakú hangszer
- 1969 Gibson Les Paul Standard
- 1964 Lake Placid Blue Fender Stratocaster
- 1966 Cream Fender Telecaster
- 1960's Botswana Brown Fender Telecaster
- 1977 Gibson RD Artist
- Gibson SG (80-as turnén)
- 2007 Gibson Black Beauty custom
- Les Paul Goldtop
- Mid 80s Black Kramer guitar
- Paul Reed Smith

Erősítők:
- Marshall SLP-1959 100-watt (később a nagyobb, 200-wattos teljesítményért, KT-88 elektroncsővel szerelte fel)
- Vox AC-30
- Hiwatt Custom 50 és Custom 100 erősítőfej
- Fender Dual Showman
- Fender Vibro-King (A Page/Plant által kiadott Unledded album bemutatóján az MTV-n)
- Orange Matamp (Tereminhez, és a "The Song Remains The Same filmben használta")
- Supro 1x12 kombó (Stúdióban használta a Led Zeppelin I album felvételekor)

Effektek:
- Vox wah-wah
- Sola Sound Tonebender Professional MK.II
- Maestro Echoplex
- MXR Phase 90
- MXR Blue Box (A "Fool In The Rain" szólójában)
- DigiTech Whammypedal

Akusztikus gitárok:
- Gibson J-200
- Martin D-28
- Gibson Everly Brothers
- Giannini 12-húros
- Harmony Sovereign
- Washburn 12 húros
- Ovation 1994 dupla nyakú

Egyéb instrumentumok:
- Gibson Mandolin
- Gibson Harp Guitar
- Roland GR-500 Gitár szintetizátor
- Roland GR-700 Gitár szintetizátor
- Fender 10-Húros 800 Pedal steel gitár
- Teremin
- Mellotron MKV (Prototype)
- Bendzsó

Több mint 1500 gitár „fordult” meg a kezei között, de a Gibson cég jóvoltából Jimmy Page signature is kapható, többek közt a The Song Remains the Same című filmben használt Gibson Les Paul másolata is.

## Diszkográfia
Led Zeppelin:

### Stúdióalbumok
- Led Zeppelin – 1969. január 12.
- Led Zeppelin II – 1969. október 22.
- Led Zeppelin III – 1970. október 5.
- (Led Zeppelin IV) – 1971. november 8.
- Houses of the Holy – 1973. március 28.
- Physical Graffiti – 1975. február 24.
- Presence – 1976. március 31.
- In Through the Out Door – 1979. augusztus 15.
- Coda – 1982. november 19.

### Koncertalbumok
- The Song Remains the Same – 1976. szeptember 21.
- Led Zeppelin BBC Sessions – 1997. november 11.
- How the West Was Won – 2003. május 27.

### Válogatásalbumok
- Led Zeppelin Box Set – 1990. szeptember 7.
- Led Zeppelin Remasters – 1992. február 21.
- Led Zeppelin Box Set 2 – 1993. szeptember 21.
- Complete Studio Recordings – 1993. szeptember 24.
- Early Days: The Best of Led Zeppelin Volume One – 1999. november 23.
- Latter Days: The Best of Led Zeppelin Volume Two – 2000. március 21.
- Mothership – 2007. november 12.

### Kislemezek (USA)
- "Communication Breakdown"/"Good Times Bad Times" – 1969. március 10.
- "Whole Lotta Love"/"Living Loving Maid (She’s Just a Woman)" – 1969. november 7.
- "Immigrant Song"/"Hey Hey What Can I Do" – 1970. november 5.
- "Black Dog"/"Misty Mountain Hop" – 1971. december 2.
- "Rock and Roll"/"Four Sticks" – 1972. február 21.
- "Over the Hills and Far Away"/"Dancing Days" – 1973. május 24.
- "D'yer Mak'er"/"The Crunge" – 1973. szeptember 17.
- "Trampled Under Foot"/"Black Country Woman" – 1975. április 2.
- "Candy Store Rock"/"Royal Orleans" – 1976. június 18.
- "Fool in the Rain"/"Hot Dog" – 1979. december 7.
- "Whole Lotta Love"/"Baby Come on Home"/"Traveling Riverside Blues" – 2000. május 30. (CD kislemez)

### Egyéb munkái
- Stormcock közreműködés Roy Harper nagylemezén (1971).
- Guitar Boogie Jimmy Page, Jeff Beck, Eric Clapton blues album (1971).
- Special Early Works (1972), 1965-ös felvételek Sonny Boy Williamson közreműködésével.
- Lifemask közreműködés Roy Harper nagylemezén (1974).
- Death Wish II Soundtrack (1982).
- The Honeydrippers: Volume One (1984), Robert Plant közreműködésével.
- No Introduction Necessary (1984), 1968-as felvételek John Paul Jones és Albert Lee közreműködésével.
- Whatever Happened to Jugula? (1985), Roy Harper közreműködésével.
- The Firm (1985)
- Mean Business (1986)
- Strange Land (1986), a Box of Frogs közreműködésével.
- Lucifer Rising (1987)
- Outrider (1988)
- Coverdale-Page (1993)
- No Quarter: Jimmy Page and Robert Plant Unledded (1994)
- Walking into Clarksdale (1998), Robert Plant közreműködésével.
- Jimmy Page and The Black Crowes – Live at the Greek (2000), US #64
- Last Man Standing (2006) – Jerry Lee Lewis albuma Jimmy Page közreműködésével az első dalban ('Rock and Roll').